# Mietek Grocher
Mietek Grocher (ur. 1926 w Warszawie, zm. 24 grudnia 2017 w Sztokholmie) – pochodzący z Polski szwedzki pisarz żydowskiego pochodzenia.

## Życiorys
W 1940 znalazł się w warszawskim getcie. Podczas eksterminacji żydowskiej ludności Warszawy został wraz z bliskimi przetransportowany do obozu koncentracyjnego na Majdanku. Według jego relacji dzięki nieuwadze strażników obozowych udało mu się uciec z komory gazowej, wpędzony tam zaczął przeciskać się do tyłu i uniknął śmierci. Fakt ten jest często podawany w wątpliwość. Z Majdanka został przewieziony do obozu w Buchenwaldzie, a następnie do innych obozów. W sumie przebywał w dziewięciu obozach koncentracyjnych, mimo to udało mu się przeżyć do zakończenia działań wojennych. Nikt inny z jego rodziny nie przeżył, w 1945 wyjechał do Szwecji i zamieszkał w Sztokholmie. W 1996 spisał swoje przeżycia w książce pod tytułem „Jag överlevde” (Przeżyłem), odwiedzał szwedzkie szkoły i prowadził prelekcje o swoich losach i zagładzie Żydów podczas Holokaustu.

## Kontrowersje
Pod koniec 2010 roku Artur Szulc, szwedzki historyk polskiego pochodzenia zakwestionował prawdziwość wspomnień Grochera i oskarżył go o splagiatowanie fikcyjnej powieści Leona Urisa Mila 18. Szulc wskazywał na rozliczne nieścisłości historyczne w treści książki oraz na to, że część nazwisk domniemanych niemieckich oficerów nie znajduje pokrycia w faktach. Grocher nigdy nie ustosunkował się do zarzutów.